# Billie Burke
Billie Burke (n. 7 august 1884, Washington, D.C. - d. 14 mai 1970, Los Angeles, California) a fost o actriță americană.  În 1938 a fost nominalizată la Premiul Oscar pentru cea mai bună actriță în rol secundar  pentru rolul Emiliei Kilbourne din Merrily We Live.

## Filmografie
Filme mute
- Peggy (1916)
- Gloria's Romance (1916)
- The Mysterious Miss Terry (1917)
- Arms and the Girl (1917)
- The Land of Promise (1917)
- Eve's Daughter (1918)
- Let's Get a Divorce (1918)
- In Pursuit of Polly (1918)
- The Make-Believe Wife (1918)
- Good Gracious, Annabelle (1919)
- The Misleading Widow (1919)
- Sadie Love (1919)
- Wanted: A Husband (1919)
- Away Goes Prudence (1920)
- The Frisky Mrs. Johnson (1920)
- The Education of Elizabeth (1921)

Filme cu sonor
- A Bill of Divorcement (1932)
- Christopher Strong (1933)
- Dinner at Eight (1933)
- Only Yesterday (1933)
- Where Sinners Meet (1934)
- Finishing School (1934)
- We're Rich Again (1934)
- Forsaking All Others (1934)
- Society Doctor (1935)
- After Office Hours (1935)
- Becky Sharp (1935)
- Doubting Thomas (1935)
- She Couldn't Take It (1935)
- A Feather in Her Hat (1935)
- Splendor (1935)
- My American Wife (1936)
- Piccadilly Jim (1936)
- Craig's Wife (1936)
- Parnell (1937)
- Topper (1937)
- The Bride Wore Red (1937)
- Navy Blue and Gold (1937)
- Everybody Sing (1938)
- Merrily We Live (1938)
- The Young in Heart (1938)
- Topper Takes a Trip (1939)
- Zenobia (1939)
- Bridal Suite (1939)
- The Wizard of Oz (1939)
- Eternally Yours (1939)
- Remember? (1939)
- The Ghost Comes Home (1940)
- Irene (1940)
- The Captain Is a Lady (1940)
- Dulcy (1940)
- Hullabaloo (1940)
- And One Was Beautiful (1940)
- The Wild Man of Borneo (1941)
- Topper Returns (1941)
- One Night in Lisbon (1941)
- The Man Who Came to Dinner (1942)
- What's Cookin'? (1942)
- In This Our Life (1942)
- They All Kissed the Bride (1942)
- Girl Trouble (1942)
- Hi Diddle Diddle (1943)
- So's Your Uncle (1943)
- You're a Lucky Fellow, Mr. Smith (1943)
- Gildersleeve on Broadway (1943)
- The Laramie Trail (1944)
- Swing Out, Sister (1945)
- The Cheaters (1945)
- Breakfast in Hollywood (1946)
- The Bachelor's Daughters (1946)
- Billie Gets Her Man (1948)
- The Barkleys of Broadway (1949)
- Father of the Bride (1950)
- Father's Little Dividend (1951)
- Three Husbands (1951)
- Small Town Girl (1953)
- The Young Philadelphians (1959)
- Sergeant Rutledge (1960)
- Pepe (1960)

## Radio

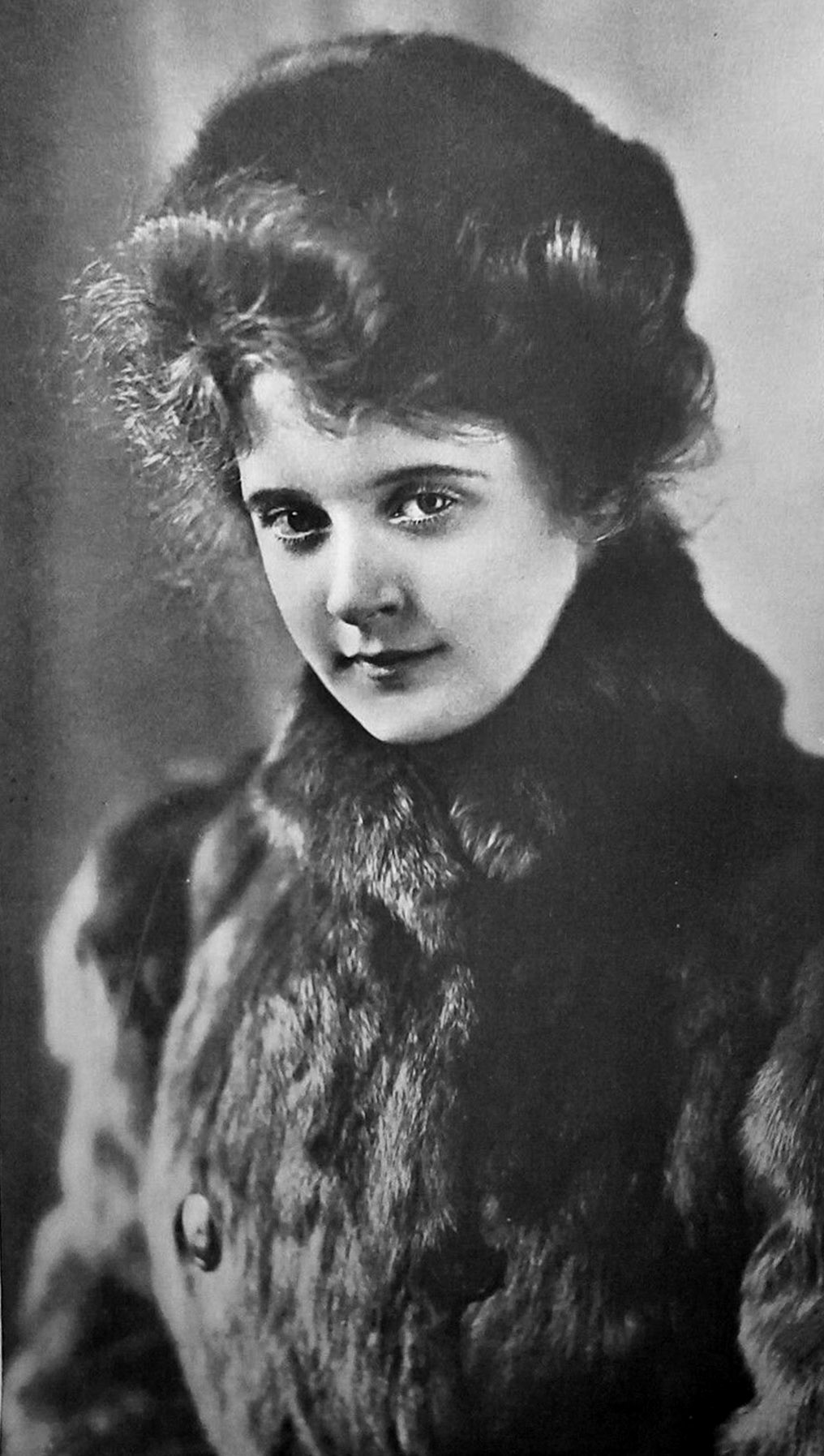
Burke la începuturile carierei sale

- The Ziegfeld Follies of the Air – 1932
- Doubting Thomas - 1935
- Good News of 1939 – 1938
- The Rudy Vallee Hour – 1939
- The Gulf Screen Guild Theater – 1939
- The Rudy Vallee Sealtest Show – 1940–41
- The Pepsodent Show – 1941
- The Billie Burke Show – 1943–1946
- Duffy's Tavern – 1944
- The Sealtest Village Store – 1944
- Mail Call – 1944
- The Charlie McCarthy Show – 1944–47
- Tribute to Ethel Barrymore – 1945
- The Rudy Vallee Show – 1945
- Show Stoppers – 1946
- The Danny Kaye Show – 1946
- WOR 25th Anniversary – 1947
- Your Movietown Radio Theatre – 1948
- The Eddie Cantor Pabst Blue Ribbon Show – 1948
- Family Theater – 1948–52
- This Is Show Business – CBS-TV, 1949
- The Martin and Lewis Show – 1949
- The Bill Stern Colgate Sports Newsreel – 1949
- Stagestruck – 1954
- Biography in Sound – 1955–56

## Broadway
- My Wife – 1907
- Love Watches – 1908
- Mrs. Dot – 1910
- Suzanne – 1910

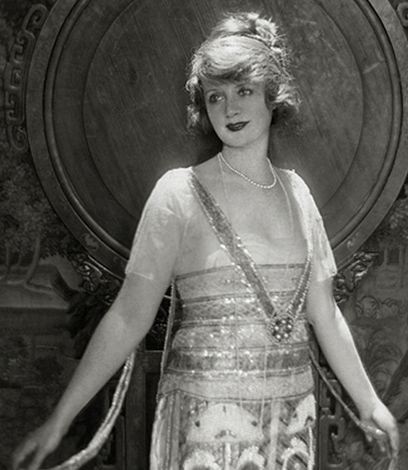
Burke în revista Vanity Fair' din februarie 1920 ' într-un portret de Adolf de Meyer

- The Philosopher in the Apple Orchard – 1911
- The Runaway – 1911
- The Amazons – 1913
- The Land of Promise – 1913
- Jerry – 1914
- The Rescuing Angel – 1917
- A Marriage of Convenience – 1918
- Caesar's Wife – 1919
- The Intimiate Strangers – 1921
- Rose Briar – 1922
- Annie Dear – 1924
- The Marquise – 1927
- The Happy Husband – 1928
- Family Affairs – 1929
- The Truth Game – 1930
- Ziegfeld Follies of 1934 – 1934
- Ziegfeld Follies of 1936 – 1936
- This Rock – 1943
- Ziegfeld Follies of 1943 – 1943
- Mrs. January and Mr. X – 1944